# Kopice (Teslić)
Kopice (szerbül: Копице), lakatlan település Bosznia-Hercegovinában, a Szerb Köztársaságban, Teslić községben.

## Fekvése
A település Bosznia-Hercegovina középső részének északi szélén, Dobojtól légvonalban 26, közúton 42 km-re délnyugatra, községközpontjától légvonalban 13, közúton 19 km-re délre, a Mahnjača-hegység területén található. Kopice településnek a Szerb Köztársaság területéhez csatolt, kis területű, lakatlan része.

## Népessége
| Nemzetiségi csoport | Népesség 1991 | Népesség 2013 |
| ------------------- | ------------- | ------------- |
| Szerb               | 42            | 0             |
| Bosnyák             | 1159          | 0             |
| Horvát              | 20            | 0             |
| Jugoszláv           | 1             | 0             |
| Egyéb               | 9             | 0             |
| Összesen            | 1231          | 0             |

## Története
A horvát és muszlim lakosságú Kopice település 1878-ig tartozott az Oszmán Birodalomhoz, ekkor a berlini kongresszus határozata alapján az Osztrák-Magyar Monarchia része lett. 1879-ben az első osztrák-magyar népszámlálás során a Žepčei járáshoz és Šeher Novi községhez tartozó településnek 31 háztartása és 147 muszlim lakosa volt. 1910-ben a Žepčei járáshoz tartozó településen 64 háztartást, 120 római katolikus, 207 muszlim és 45 ortodox lakost találtak. A monarchia szétesésével 1918-ban előbb a Szerb-Horvát-Szlovén Királyság, majd 1929-től a Jugoszláv Királyság része lett. 1921-ben a Žepčei járáshoz tartozó községnek 345 lakosa volt, melyből 127 római katolikus horvát, 179 muszlim és 39 ortodox volt. Az 1929-es törvény értelmében, amikor Bosznia-Hercegovinát négy banovinára, Drinskára, Vrbaskára, Zetskára és Primorskára osztották, a település a Vrbaska banovina része lett, amelynek székhelye Banja Luka volt. 
Jugoszlávia megszállása után a Független Horvát Állam (NDH) része lett. A második világháború után 1992-ig a település a szocialista Jugoszlávia keretében a Bosznia-Hercegovinai Népköztársaság része volt. A daytoni egyezmény aláírása után a település kis, laktalan része Teslić község részeként a Szerb Köztársaság területéhez került, míg a nagyobb rész magával a faluval a Föderáció és Maglaj község terültén maradt.